# كأس كولومبيا 2014
كأس كولومبيا 2014 (بالإسبانية: Copa Colombia 2014)‏ هو الموسم 13 من كأس كولومبيا. أشرف على تنظيمه División Mayor del Fútbol Profesional Colombiano ‏، وكان عدد الأندية المشاركة فيه 36، وفاز فيه ديبورتيس توليما.